# Iris (mitologia)

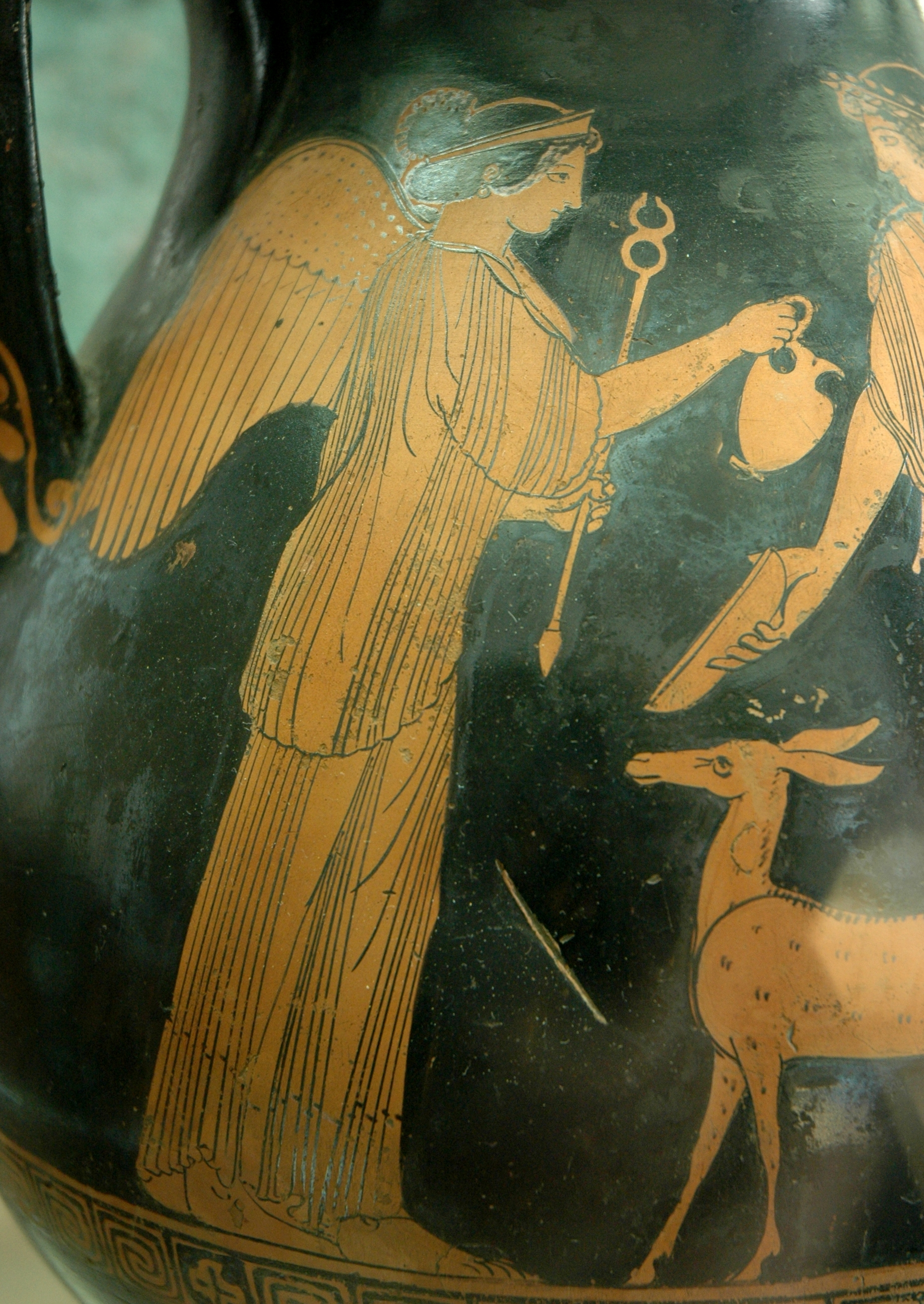
Imatge d'Iris

Iris (del grec Ἶρις) era una deessa en la mitologia grega considerada missatgera dels déus de l'Olimp, com Hermes (segons apareix a la Ilíada). És la filla de l'oceànida Electra i del tità Taumant i, per tant, germana de les harpies.
S'acostumava a representar amb un vestit de colors, ja que simbolitza l'arc de Sant Martí, i d'una forma més general, la unió entre el cel i la terra, entre els déus i els homes. Se la representa amb ales i revestida amb un vel lleuger, que s'acoloreix amb el sol amb tots els colors de l'arc. Porta un caduceu i un petit flascó amb aigua de l'Estígia, amb què adorm tots aquells que cometen perjuri.
Iris transmet, igual que Hermes, els missatges, les ordres i els consells dels déus, especialment de Zeus i sobretot d'Hera, de la qual sembla gairebé la serventa. De vegades altres divinitats sol·liciten els seus serveis. Va lligar el Lleó de Nemea per portar-lo a la regió homònima.